# Рабочий городок (Бишкек)
Рабо́чий городо́к — один из исторических районов Бишкека.

## История
Район был основан в 1920-х годах членами социалистического промыслового кооператива «Интергельпо», прибывшими в Бишкек (тогда — город Фрунзе) из Чехословакии. 
Планировка района была вдохновлена популярной в начале XX века градостроительной концепцией города-сада. Как и другие районы, построенные по этой модели, Рабочий городок имеет круговую планировку, резко контрастирующую с квадратной квартальной застройкой большей части Бишкека. Улицы Матыева образует внешнее кольцо Рабочего городка, улицы Абдыкадырова, Красная и Тыныбекова — три внутренних кольца. От внешнего кольца к центру проходят веером проходят 24 диагольных улицы. Диаметр круга составляет около 1400 метров.

## География
Рабочий городок занимает территорию площадью около 130 гектаров (1,3 км²) к юго-западу от исторического центра Бишкека за рекой Ала-Арча. Находится на расстоянии одного километра к юго-востоку от железнодорожного вокзала Бишкек I. Относится к Ленинскому административному району города. Территория Рабочего городка ограничена улицами Льва Толстого, Матыева, Бакаева, Гагарина и Садырбаева. Главные улицы самого исторического района — улицы Асаналиева и Алтымышева, перпендикулярные друг другу и пересекающие Рабочий городок с севера на юг и с запада на восток соответственно.